# Praia do Itararé
Praia do Itararé är en strand i Brasilien.   Den ligger i delstaten São Paulo, i den sydöstra delen av landet, 900 km söder om huvudstaden Brasília.